# 朝阳街道 (重庆市)
朝阳街道，是中华人民共和国重庆市北碚区下辖的一个乡镇级行政单位。

## 行政区划
朝阳街道下辖以下地区：
芦沟桥社区、河嘉村社区、新房子社区、天津路社区、牌坊湾社区、大明社区和解放路社区。